# Вихід на берег

Ураган Марія втрачає свої характеристики після виходу на узбережжч Пуерто-Рико

Вихід на сушу - це випадок, коли шторм переміщається суходолом після того, як пройшов над водою. У більш широкому розумінні, і у зв'язку з людськими подорожами, це стосується «першої землі, яка досягається або видно наприкінці подорожі морем або повітрям, або фактом прибуття туди».

## Тропічний циклон
Тропічний циклон класифікується як обрушений сушу, коли центр шторму переміщається узбережжям; у відносно сильному тропічному циклоні це коли погляд рухається над суходолом. Саме тут більша частина пошкоджень відбувається в межах зрілого тропічного циклону, такого як тайфун або ураган, оскільки більшість руйнівних аспектів цих систем зосереджені поблизу очної стінки. До таких наслідків відносяться посилення штормового нагону, сильні вітри, що приходять на берег, та зливи. Це в поєднанні з сильним прибоєм може викликати серйозну ерозію пляжу. Коли тропічний циклон обрушується на сушу, око зазвичай закривається через негативні фактори навколишнього середовища над сушею, таких як тертя про землю, яке викликає зменшення прибою, і сухе континентальне повітря. Максимальні стійкі вітри природно зменшуватимуться в міру просування циклону вглиб суші через відмінності в терті між водою і землею з вільною атмосферою.

Ураган Ніколь наніс прямий удар по Бермудським островам. Західна стінка ока зачепила острів але центр залишився в морі

Вихід на сушу відрізняється від прямого влучення. Пряме попадання відбувається там, де ядро сильного вітру (або стіна для очей) досягає берега, але центр шторму може залишатися далеко від берега. Наслідки можуть бути дуже схожі на вихід на сушу, оскільки цей термін використовується, коли радіус максимального вітру в тропічному циклоні переміщається на берег. Цими наслідками є сильний прибій, зливи, які можуть викликати повінь, невеликий штормовий приплив, берегова ерозія, сильний [Вітер|вітер]] і можливо сильні грози з торнадо по периферії. 
Шторми, наприклад, тропічні циклони можуть бути досить великими. Потенційно небезпечні вітри, дощ та повінь можуть вплинути на район поблизу центру шторму, хоча технічно виходу на сушу могло й не бути. Відповідно, може бути корисно оцінити очікуваний вплив таких штормів, щоб знати їхнє загальне розташування та масиви суші, що прилягають до основного удару шторму.

## Торнадо або водяний смерч
Коли водяний смерч обрушується на сушу, він перекласифікується як торнадо, який згодом може завдати шкоди внутрішнім районам. Коли водяний смерч у хорошу погоду обрушується на сушу, він зазвичай швидко розсіюється через тертя та зменшення кількості теплого повітря, що подається у вирву.